# Aethalura fujiyamai
Aethalura fujiyamai är en fjärilsart som beskrevs av Inoue 1954. Aethalura fujiyamai ingår i släktet Aethalura och familjen mätare. Inga underarter finns listade i Catalogue of Life.